# Мирный (Сосковский район)
Мирный — посёлок в Сосковском районе Орловской области, входит в состав муниципального образования Лобынцевское сельское поселение.

## История
В 1870-е годы град уничтожил три года подряд посевы и община приняла решение отправить в странничество по одному человеку с каждого двора. Исследователи отмечали, что впоследствии в этой деревне странничество превратилось в прибыльный промысел
В 1961 году указом Президиума Верховного Совета РСФСР посёлок Долголаптевка переименован в Мирный.

## Население
| 2010 |
| ---- |
| 11   |